# Uniunea Generală a Sindicatelor din România
Uniunea Generală a Sindicatelor din România (UGSR) a fost un sindicat din perioada comunistă în România, care a avut 7,5 milioane de membri și a fost desființat la 25 decembrie 1990.
A fost înființat la data de 11 iunie 1945, ca unic sindicat din România, sub numele de Confederația Generală a Muncii, moștenind întregul patrimoniu al sindicatelor din perioada precedentă.
În anul 1966, numele sindicatului a fost schimbat în Uniunea Generală a Sindicatelor din România (UGSR).
Organul de presă al UGSR a fost publicația „Munca”.
UGSR a fost reînființat la data de 9 februarie 2010 și a fost recunoscut ulterior de instanță care a dispus înregistrarea organizației în Registrul Special al Tribunalului București la data de 12 aprilie 2010.

## Patrimoniu
La data desființării, sindicatul avea în conturi 313 milioane de dolari, la BNR și Bancorex.
De asemenea avea în patrimoniu 51 de case de cultură, 19 cluburi sindicale, 17 case de odihnă și tratament, 34 de sedii, 291 de apartamente și 19 garsoniere, 37 de garaje cu 89 de boxe, 344 de baze sportive și 8 unități anexe.
După 1990, patrimoniul și banii din conturi au fost împărțite între sindicatele CNSLR, Cartel Alfa și CSI Frăția.